# ビッグバン (金融市場)
ビッグバン（英: Big Bang）とは、機関投資家の成長を背景として、サッチャー政権下の1986年10月27日にロンドン証券取引所が実施した金融改革である。ブローカーまたはジョバーの単一資格制を廃しマーケットメイカー制をイギリスに定着させた。

## 1908年ルール
そもそもイギリス史が欧州（特にフランス）との絶え間ない駆け引きなのであるが、ビッグバンも例外ではない。
ネイサン・メイアー・ロスチャイルドがナポレオン戦争で財を成した頃、取引所以外にも市場が成立していた。ロンドン取引所非会員業者は1838年までイングランド銀行においても取引できた。ロイヤル・エクスチャンジでも一定の取引が行えた。1815年にロンドン取引所総務委員会はイングランド銀行の株式を正式市場から削除すべきである、と命じている。一応、ブローカーとジョバー（Stockjobber）の会員分離は19世紀初頭にコンソル国債市場で普及していた。他の市場でも採用されたが、分離の境界線は必ずしも明らかでなかった。1847年に取引所ルールブックでブローカーとディーラーの提携が厳禁された。すると翌年欧州諸国で革命が起こった。ジョバーに対しては賛否両論であった。ジョバーの働きで、売りを委託されたブローカーが買いを委託されたブローカーを早く探せた。けれどもジョバーは自己のポジションで売買するディーラーだったので公平な気配値を示さなかったのである。結論より早くドーバー海峡に海底ケーブルが開通した。19世紀最後の四半世紀を通じてジョバーとブローカーの区別は業務の機械化にしたがい明確でなくなってきた。知られざるビッグバンが既に起きていたのであった。民衆の貯蓄を投資銀行と保険会社が運用する欧州仕込の金融が上陸していたのである。結果としてイギリス系投信が1907年恐慌で被害を受けた。翌1908年、取引所会員においてブローカーとジョバーを峻別することになった。また、非会員との取引も原則禁止された。もっとも、ブローカーはより良い条件を得られる場合、ジョバーは国外の鞘取り業務について、それぞれ非会員との取引が許された。
1913年末、ジョン・モルガンは連邦準備制度を設立させ、イギリス勢（IBC）を牽制しながら大西洋の貿易金融を掌握した。
モルガン財閥は、以降60年をかけてイングランド銀行を機関化してゆくのであった。

## モルガンの米国預託証券
「1908年ルール」が一定の歯止めとなり、第一次世界大戦の戦後処理が欧州金融を長く停滞させたこともあって、1920-30年代のイギリスにおける証券取引は個人投資家中心であった。この間1927年モルガン・ギャランティ・トラスト（現JPモルガン・チェース）が米国預託証券を考案した。現物の移動を省くモルガンの名案によってロンドン市場の機関化が鮮明化するのは第二次世界大戦後である。保険会社の資産は1938年の17.4億ポンドから1958年には59.9億ポンドに増加した。1938年ほとんど資産がなかった年金基金は1958年25億ポンドに達した。そして1963年の英国株における機関投資家の保有する割合は27.8%に及んだ。1960年ごろの米国預託証券市場において、モルガン・ギャランティ・トラストは上場する171銘柄のうち79銘柄の受託銀行であった。
1952年、アメリカ復興金融公庫への対外債務を返済したイギリスは担保を処分して巨額のUSドルを得た。1953年、ウィンストン・チャーチル内閣は国有産業を民営化してさらなる資金を捻出した。資金はセカンダリー・バンキングに投下された。
セカンダリー・バンキングはマーチャント・バンク（Merchant bank）がロンドンで始めた事業である。当初は手形割引を営んでいたが、1960年代からは市場と業態に特徴が現れた。世界中の大銀行がその市場に参加して、協定そっちのけで競争した。すぐに業態は競争に適応した。大口で、主に外貨建ての預金を受け入れ、一流の多国籍企業に貸し出した。こうしたホール・セールは70%がイギリス海外居住者向けであり、セカンダリー・バンキングは伝統的な貿易金融と外国への直接投資に邁進したのである。ローンは専らオーダーメイドされた。すなわち、ローンを組んでからコールマネーをあてにして資金を調達したのである。
競争の結果は1950年代末に早くも出ていた。西ドイツではドイツ連邦銀行の設立をめぐり英米が対立しながら（欧州中央銀行#州立銀行の過去）、それぞれ資金を投下して経済の奇跡を生んだ。カナダやオーストラリアの鉱業にも巨額が投入された。代わりにトルコやインドでは瞬く間に外貨準備が減っていったり、またロイズ銀行が南北問題に初めて言及したりした。
チャーチルの民営化に応じた機関投資家もセカンダリー・バンキングへ資金を供給して競争を煽った。シャルル・ド・ゴールの金融勢力が大規模に再編され、スエズ金融が王室からモルガンへ傾いた。1968年、モルガン・ギャランティ・トラストがユーロクリアを設立して、機関投資家をロンドン市場にけしかけた。翌1969年、シティのマーチャント・バンクがフォレスタルを売却した。
1973年、引受商社（Accepting House）17社で構成される委員会について、彼らへ資本参加することを禁ずる未公開のルールをイングランド銀行が解除すると発表したが、引受商社は全て大手マーチャント・バンクであった。そしてセカンダリー・バンキング危機が起こった（Secondary banking crisis）。シティはオイルショックにも直面した。

## ロンドン証券取引所の陥落
1975年、ノリッジ・ユニオン（現アビバ）がイサーク準男爵のAP銀行を買収した。
1976年2月ロッキード事件が起こり、合衆国最高裁判所が政治献金について、憲法第一修正条項で保護されている政治言論の自由であるが、腐敗防止のために献金額は制限できると判断した（Buckley v. Valeo）。
同年4月、英国病のキャラハン内閣が立って、ポンドが暴落し公定歩合が15%に引き上げられた。シティ勢のセカンダリー・バンキングは全力で外貨を買ってポンドを売ってきた。しかしポンド建ての対外債務（いわゆるポンド残高）を払うよう、イングランド銀行は海外の機関投資家から催促されたのであろう。翌1977年2月、イギリスは公的ポンド残高の一部を外貨建債務に切替える一方、その純減に対して先進諸国が総額 30億ドルの信用供与を行った（第3次バーゼル協定）。
1976年、公正取引庁が取引規制について調査を開始した。これは同年に競争制限的取引慣行規正法が改正されたことによる。運輸、住宅金融組合金利、保険を除くサービスも対象に加えられた。1978年にブローカーの最低手数料、ブローカーとジョバーの兼業禁止、取引所の会員権の制限を競争制限的であるとした。1979年にロンドン取引所のルールが競争制限的取引慣行規正法に抵触するか調べられた。1983年に証券取引所理事長と貿易産業大臣の間に、改革をめぐる和解が成立した。取引所のルールは例外とみなされることになった。その代わり、取引所理事会へロンドン証券界外部の人物を入れることが約束された。理事会は46人の会員とイングランド銀行の代表1人から構成されていたが、1983年12月に外部者5人が参加し、全員で52人となった。キャドバリー報告の先駆ともいうべき措置であった。1986年3月に取引所理事会を「最適化」する方針が決まった。1987年6月までにロンドン証券取引所の理事を52人から25人に減らし、外部者は理事総数の「1/4以上1/3以下」に比率を引き上げるというのであった。
1983年、ノリッジ・ユニオンは子会社のAP銀行をリッグス銀行（旧第二合衆国銀行）へ3590万ドルで売却した。
イギリス以外も狙われた。1983年にカナダ、1984年にオーストラリアで証券市場の規制が撤廃されていた。
1982年から1985年で、ポンド建てユーロ債の起債額は3億ポンドから48億ポンドに急拡大した。
イギリス本国では同時期から実質的に銀証分離が撤廃された。ブローカー・ジョバー企業の株式を、証券取引所会員でない者、つまり銀行が100%保有できるようになったのである。その結果、大手マーチャント・バンクと海外金融機関がブローカー・ジョバー企業の買収合戦を展開し、彼らがビッグバンのインフラを先に完成させてしまった。

## ブローカーとジョバーの解体
マーチャント・バンク勢が発表した買収計画は、以下の通りである。
- S.G.ウォーバーグ→アクロイド・スミザース（ジョバー）
- N・M・ロスチャイルド&サンズ→スミス・ブラザース（ジョバー）
- サミュエル・モンタギュー（ミドランド銀行子会社）→W.グリーンウェル（ブローカー）
- ハンブロス→ストラウス・ターブル（ブローカー）
- モルガン・グレンフェル→ピンチン・デニー（ジョバー）、ペンバー・アンド・ボイル（ブローカー）
- クラインワート→グリーブソン・グラント（ブローカー）
- ヒル・サミュエル→ウッド・マッケンジー（ブローカー）
- シュローダー→ヘルベルト・ウォッグ（ブローカー）
- ベアリングス銀行→ウィルソン・アンド・ウォルフォード（ジョバー）

1985年まで、ロンドン市場には400もの外国銀行が参加していた。海外金融機関の発表した買収計画は次の通りである。
- セキュリティー・パシフィック（Security Pacific Bank）→ホア・ゴベット（ブローカー）とC.T.ピュレイ（ジョバー）
- シティコープ→ヴィッカース・ダコタ、Scrimgeour Vickers、J.E.デヴィ（ブローカー）
- スカンディア（Skandia）→キルター・グッディソン（ブローカー）
- シェアソン・リーマン→ L. Messel & Co.（ブローカー）
- オーストラリア・ニュージーランド銀行子会社グリンドレイ・バンク→ケーペル・キュアマイヤース（ブローカー）
- 香港上海銀行→ジャームス・ケーペル（ブローカー）
- UBS→Phillips & Drew（ブローカー）とJ.モウルスダール（ジョバー）
- チェース・マンハッタン→ラウリー・ミルバンク、サイモン・アンド・コーラス（ブローカー）
- バンカメの核（North Carolina National Bank）→パンミュア・ゴードン（ブローカー）[注釈 4]
- バンク・ブリュッセル・ランバート→ウィリアム・ド・ブロー・ヒル・チャップリン（ブローカー）
- クレディ・スイス→ブックマスター・アンド・ムーア（ブローカー）
- アラブ・インターナショナル（Banque arabe internationale d'investissement）→シェパード・アンド・チェース（ブローカー）
- CIBC→グレンフェル・アンド・コールスグレイブ
- メリルリンチ→A.B.ギルス・アンド・クレスウェル（ジョバー）
- パリバ→キルター・グッディソン（ブローカー）
- ソシエテ・ジェネラル→ストラウス・ターンブル
- ロンバー・オディエ→マーシャル（ブローカー）

1986年、コーンヒル保険（Cornhill Insurance plc）がデフォルト（Cornhill Insurance plc v Improvement Services Ltd）によりアリアンツに買収された。コーンヒル保険は、かつて王立取引所が置かれ、ロイズのアンダーライターたちが詰めるコーンヒル（Cornhill）と共に、英国金融の伝統をつくってきた。そのようなコーンヒル保険で、1970年からは、セカンダリー・バンキングを支えた最後の供給省大臣オーブレー・ジョーンズ（Aubrey Jones）が重役をやっていた。
ブローカー・ジョバーを従えた銀行と、巨大化した保険会社は、共に銀行間取引市場でマーケットメイクを主導した（SEMBs）。

## 改革の内容と担い手
1986年10月27日にビッグバンが実施された。内容は主に次の通りであるが、理事会の「最適化」も並行した。
骨子は①売買手数料の自由化、②取引所会員権の開放による銀行資本の市場参加、③ジョバーとブローカーの兼業許可、④株式取引税を1パーセントから0.5パーセントに引き下げ、⑤株式売買にコンピュータを導入し無人化、⑥取引所集中義務の撤廃、である。ビッグバンによってロンドン市場でも現物を移動しない証券取引が行えるようになった。そして機関投資家がニューヨーク市場の規制を逃れてくるようになった。こうしてイギリス企業の姿は消えたままシティが表面上の活況を呈した（ウィンブルドン現象）。事実上、1986年住宅金融組合法（Building Societies Act 1986）も改革の一環であった。かつてモーゲージ貸付は住宅金融組合の専売特許であったが、1970年代と1980年代初期に銀行と競争する目的で二者が相互の市場へ参入できる措置が採られた。1986年住宅金融組合法は無担保貸付の比率を5%まで引き上げることを認めた。1986年金融サービス法（Financial Services Act 1986）も挙げねばなるまい。同法は公社債投資信託などのミューチュアル・ファンド化を認めたほか、ロンドン証券取引所の権限を証券投資委員会（Securities and Investments Board）へ移譲した。
自動気配システム（SEAQ）が導入され、バークレイズ、リーマン・ブラザーズ、UBSが代表的なマーケットメイカーとなった。ビッグバンでシティへ参入してくる機関投資家をとりまとめているのは、カストディアンの集合体ともいうべきユーロクリアとセデル（現クリアストリーム）であった。これら国際証券集中保管機関の取締役員構成を年報に見ることができる。
1987年4月10日現在におけるユーロクリアのそれは次の通り。まずドイツ銀行のロルフ会長（Rolf-E. Breuer）、アムロ銀行のテオ（Theo M. T. Adriaansens）、東京銀行の「ふじた・なおのり」（Naonori Fujita）、ケス・デパーニュグループのブリュック（Corneille Brück）、クレディ・スイスのハンス（Hans Peter Sorg）、ファースト・ボストンのステファン（Stefan Imboden）、ベルギー総合会社のマーク（Marc Bayot）、キダー・ピーボディ（Kidder, Peabody & Co.）のモハメド（Mohoamed S. Younes）、メリルリンチのホフマン（Hansgeorg B. Hofman）、モルガン・ギャランティ・トラストのトーマス（Thomas H. Fox）、ピクテ銀行のウォルター（Walter Staub）、スカンジナビスカ・エンスキルダ・バンケンのロルフ（Rolf A. Hallberg）、ソシエテ・ジェネラルのステファノ（Stefano Colonna）、スイス銀行コーポレイションのケスラー博士（Hans-Conrad Kessler）、そしてウッド・ガンディー（Wood Gundy）のイアン（Ian S. Steers）であった。
1991年9月13日現在におけるセデルは次の通り。シティコープのハンス会長（Hans H. Angermüller）、スイス・ユニオン銀行（現UBS）のアンドレ・リュシ（André Lussi）、モルガン・スタンレーのスコット（Scott G. Abbey）、クレディ・リヨネ（現クレディ・アグリコル）のミシェル（Michel Camoin）、シティバンクのイアン（Ian Cormack）、バークレイズのケネス（Kenneth Garrod）、アムロ銀行のマリヌス（Marinus Huizer）、サンパオロ銀行（Istituto Bancario San Paolo）のジョゾ（Alfonso Jozzo）、ルクセンブルク国際銀行のジャン（Jean Krier）、スイス・ユニオン銀行のジョセフ（Josef Landolt）、日本興業銀行の名取正（なとり・ただし）、野村証券の荻野玲（おぎの・あきら）、ボン・ウント・シュミット（Bonn & Schmitt）のアレックス（Alex Schmitt）、チェース・マンハッタンのマイケル（Michael Urkowitz）、最後にドレスナー銀行のカルト（Kart Weinhofer）であった。
関連法の施行後、マイケル・ミルケンが逮捕された。1991年の国際的企業買収アドバイザー・ランキング首位はゴールドマン・サックスであった。ビッグバンから4-5年で、イギリスのジニ係数はおよそ0.05の幅で跳ね上がっていた。
ロンドン市場のレポ市場について。ビッグバン以降、米国債・ドイツ国債が比較的取引量を増していたが、英国債は独占市場としての規模にとどまっていた。英国債の空売りは、ギルト・エッジ・マーケット・メーカーにだけ認められていた。英国債を担保にしたレポ取引は、彼らと密接な銀行間取引市場（SEMBs）を通さなくてはならないといった規則もあった。イングランド銀行のレポ貸出は、季節的な資金不足を均すだけだった。1996年1月まで、英国債の利子所得に対しては原則25%の源泉徴収税が課せられていた。しかし国債決済機構（Central Gilts Office）と、機構加盟機関をカストディアンとする適格者（Eligible Person）は、その英国債取引を税制改正で一般勘定から区別されることで（Star Account）、源泉徴収を免れることができるようになった。国債決済機構には国内大手清算銀行に加え、ユーロクリアやセデルも加盟していた。クリアリングは独占されたのである。取引は（国際証券集中保管機関の方針で）、銀行だけでなく一般機関投資家も英国債のレポ市場に参加できるようになった。1997年にはイングランド銀行が日常的にレポオペをするようになった。2001年現在では日中の即時グロス決済で流動性を供給する目的でもレポオペを活用している。1998年には英国債の利子所得について源泉徴収が全く適用されなくなったので、区別勘定をもたない機関投資家がレポ市場に経営面でも参加しやすくなった。2001年5月末において、イギリスの英国債レポ市場規模は1200億ポンド（21兆円）を超えている。
ユグノー出身のマーチャント・バンクであるカザノヴ商会（Cazenove）は、19世紀からビッグバン後にわたり英国金融の機関化に貢献してきたことを評価され、2004年JPモルガン・チェースの傘下となった。